# VBA mùa giải 2018 (kết quả chi tiết)
Dưới đây là kết quả các trận đấu tại VBA mùa giải 2018.

## Tuần 1
| 16 tháng 6 17:00 UTC+7 | Chi tiết Youtube Trận: 1 | Thang Long Warriors                                                                  | 74–77 | Cantho Catfish                                                                                                 |  | Nhà thi đấu ĐH Sư Phạm, Hà Nội |
| 16 tháng 6 17:00 UTC+7 | Chi tiết Youtube Trận: 1 | Điểm mỗi set: 26–11, 20–23, 12–29, 16–14                                             |       | |  | Nhà thi đấu ĐH Sư Phạm, Hà Nội |
| 16 tháng 6 17:00 UTC+7 | Chi tiết Youtube Trận: 1 | Điểm: Tô Quang Trung 21 Chụp bóng bật bảng: Justin Young 11 Hỗ trợ: Ngô Tuấn Trung 4 |       | Điểm: Hamilton De Angelo Antwone 23 Chụp bóng bật bảng: Hamilton De Angelo Antwone 18 Hỗ trợ: Nguyễn Phú Hoàng |  | Nhà thi đấu ĐH Sư Phạm, Hà Nội |

| 16 tháng 6 19:00 UTC+7 | Trận: 2 | Saigon Heat                  | vs. | Hochiminh City Wings |  | Nhà thi đấu Quốc tế CIS, Thành phố Hồ Chí Minh |
| 16 tháng 6 19:00 UTC+7 | Trận: 2 | Điểm mỗi set: 17–11, –, –, – |     |                      |  | Nhà thi đấu Quốc tế CIS, Thành phố Hồ Chí Minh |

## Tuần 2
| 19 tháng 6 17:00 UTC+7 | Trận: 1 | Hanoi Buffaloes          | vs. | Saigon Heat |  | Nhà thi đấu Bách Khoa, Hà Nội |
| 19 tháng 6 17:00 UTC+7 | Trận: 1 | Điểm mỗi set: –, –, –, – |     |             |  | Nhà thi đấu Bách Khoa, Hà Nội |

| 19 tháng 6 19:00 UTC+7 | Trận: 2 | Hochiminh City Wings     | vs. | Danang Dragons |  | Nhà thi đấu Hồ Xuân Hương, Thành phố Hồ Chí Minh |
| 19 tháng 6 19:00 UTC+7 | Trận: 2 | Điểm mỗi set: –, –, –, – |     |                |  | Nhà thi đấu Hồ Xuân Hương, Thành phố Hồ Chí Minh |

| 23 tháng 6 17:00 UTC+7 | Trận: 1 | Thang Long Warriors      | vs. | Danang Dragons |  | Nhà thi đấu ĐH Sư Phạm, Hà Nội |
| 23 tháng 6 17:00 UTC+7 | Trận: 1 | Điểm mỗi set: –, –, –, – |     |                |  | Nhà thi đấu ĐH Sư Phạm, Hà Nội |